# 청주 미천리 고분군
미천리 고분군은 충청북도 청주시 상당구 문의면에 있다. 2015년 4월 17일 청주시의 향토유적 제10호로 지정되었다.

## 개요
5~6세기 신라 무덤으로 신라가 청주지역에 진출하였음을 증명해 주는 자료이다.